# Gaio Trebazio Testa
Gaio Trebazio Testa (in latino Gaius Trebatius Testa; Elea, ... – 4 d.C. circa) è stato un giurista e politico romano, la cui fioritura si colloca nel I secolo a.C..

## Biografia
Fu in stretti rapporti di amicizia e confidenza con Cesare, Augusto, Orazio, Mecenate oltre che con Cicerone, col quale intrattenne un fitto epistolario e che gli dedicò i Topica, un resoconto dell'omonima opera di Aristotele.
In qualità di giureconsulto, seguì Cesare nelle sue campagne galliche, ricoprendo, anche se solo formalmente, la carica di tribuno militare. Fu inoltre ascoltato consigliere di Augusto ed ebbe notevole fama quale maestro di Marco Antistio Labeone, che, nella fase evolutiva che dalla Res publica al Principato, sarà l'artefice di quel movimento innovatore del diritto romano che sarebbe stato detto dei Proculiani.
Delle sue numerose opere nulla si è conservato, se non le frequenti menzioni che di lui si trovano nelle Pandette e nelle Institutiones del Corpus iuris civilis giustinianeo.

## Formazione
Da Cicerone e Pomponio apprendiamo che fu allievo a Roma di Cornelio Massimo. Secondo Pomponio la sua perizia giuridica fu maggiore dell'eloquenza, arte in cui fu superato da qualcuno, come Cascellio, giuridicamente meno dotato di lui.
Potrebbe essersi avvicinato all'epicureismo tramite Pansa, una scuola dalla quale si sarebbe poi allontanato su sollecitazione di Cicerone che la considerava poco consona alle virtù civili e allo studio e alla pratica del diritto. 
La questione ritorna poco dopo, quando Cicerone parla dei rischi del disimpegno civico di Trebazio, in relazione al suo ruolo di patrono di Ulubrae, i cui cittadini, in nome dell'amicizia tra i due, saputa della presenza dell'oratore di Arpino, si erano mobilitati nel dare un'entusiastica accoglienza.
Nelle stesse righe, Cicerone già si mostrava perplesso alla notizia di un suo precedente avvicinamento, sulla scia di Selius, alla Nuova accademia dello scettico Carneade, una tradizione filosofica un tempo seguita e apprezzata da Cicerone, ma dalla quale, come si evince indirettamente anche dalla lettera, egli aveva preso le distanze in favore di una sua particolare interpretazione dello stoicismo.
Ebbe poi una notevole reputazione come maestro di Marco Antistio Labeone, che avrebbe ricoperto un ruolo importante nella cruciale fase di svolta che portò dalla repubblica romana al principato: nelle accanite dispute dottrinarie che divisero in fazioni i giureconsulti dell'epoca, Labeone sarà l'iniziatore di quella corrente innovatrice che sarebbe stata detta dei Proculiani.

## L'amicizia con Cicerone
La familiarità con Cicerone è testimoniata dall'intensa corrispondenza - diciassette lettere - nelle quali aleggia sempre un tono umoristico e confidenziale e da cui è possibile attingere molte delle notizie sulla sua vita. Ecco come Cicerone, probabilmente ospite di Trebazio (o forse dell'amico Thalna) ad Elea nel già citato viaggio verso la Grecia, si rivolge all'amico assente: 
(Cicerone. Velia, 20 luglio 44 a.C., lettera a Trebazio in Roma.)
Da Cicerone proviene anche qualche annotazione critica sul carattere di Trebazio, secondo lui troppo incline, a volte, ad atteggiamenti presuntuosi e giudizi tranchant: come quando Cicerone, in mezzo ai brindisi, viene messo alla berlina dall'amico sulla questione dell'esistenza o meno di una particolare tradizione dottrinaria. L'esistenza della tradizione, a cui peraltro nessuno dei due aderiva, veniva negata da Trebazio; Cicerone allora, pur rientrato tardi a casa, e tra i fumi dell'alcool, trova il tempo di puntigliose ricerche in biblioteca per dimostrare la fondatezza delle sue ragioni e rinfacciarle all'amico. Tratti caratteriali che Cicerone considerava evidentemente difetti e che non manca di rimproverare all'amico, in maniera anche piuttosto aspra.
(Cicerone. Roma, 4 marzo 54 a.C. Lettera a Trebazio in Gallia.)

## Consigliere di Cesare
Nel 54 a.C., Cicerone lo aveva raccomandato come giureconsulto a Giulio Cesare, allora proconsole della Gallia, definendolo probo, modesto e dotato di profonda conoscenza e dottrina dello ius civile. Trebazio si unì a Cesare nella campagna di Gallia venendo investito della carica di tribuno militare; mostrandosi poco attratto dalle faccende militari, sembra che Cesare, pur confermandogli la carica e la paga, lo avesse esentato dagli oneri connessi. 
La stessa cautela in materie militari lo dissuase dal seguire Cesare in Britannia, facendogli meritare ancora le frecciate di Cicerone che ironicamente si chiede come mai un accanito nuotatore come lui non abbia voluto bagnarsi nell'oceano.
Poté quindi godere dei favori di Cesare con il quale entrò in grande confidenza e al cui fianco restò fedele nel corso della guerra civile. A proposito di tale confidenza è significativo un aneddoto, riportato da Svetonio, in cui Cesare avrebbe dato prova di superbia e scarso rispetto verso il Senato romano ricevendo, senza neppure alzarsi, una delegazione senatoria venuta a rendergli onori presso il Tempio di Venere genitrice; in quell'occasione Cesare avrebbe letteralmente fulminato Trebazio con lo sguardo, per il solo fatto di aver letto nei suoi occhi una poco gradita esortazione ad alzarsi.
Ebbe anche da Cesare il delicato incarico di mediare con Cicerone e con il tentennante Servio Sulpicio, nel tentativo, risultato poi vano, di condurre i due dalla sua parte.

## Nella cerchia di Augusto
Dopo l'assassinio di Cesare alle idi di marzo, si unì alla cerchia di Augusto e Mecenate, divenendo consigliere giuridico dell'imperatore. Da Pomponio apprendiamo che Trebazio acquistò l'ufficio di quaestor ma che il suo cursus honorum si fermò a quel gradino per scelta deliberata: Trebazio infatti, non volendo profittare della posizione privilegiata, rifiutò il consolato offertogli da Augusto.

### Consulente di Augusto
Si sa ad esempio che Augusto, dopo aver dato personale attuazione a un fidecomesso formalizzato da un certo Lucio Lentulo attraverso codicilli, incaricò una commissione di saggi, fra cui Trebazio, dall'indiscussa autorità, di pronunciarsi sulla legittimità dei codicilli stessi. Dalla stessa fonte apprendiamo che la favorevole risposta di Trebazio fu improntata a un'argomentazione molto pragmatica: i codicilli, più informali di un vero e proprio testamento, permettevano di dare efficacia anche alle disposizioni mortis causa di quei cittadini romani che, impegnati in lunghi viaggi, non potevano conformare le loro volontà nelle solenni formalità richieste al testamento. Ogni sorta di scrupolo sulla legittimità dei codicilli sarebbe svanita quando perfino il prestigioso Labeone, allievo di Trebazio, ne avrebbe fatto personalmente uso.
Questa innovazione giuridica infranse la regola secondo cui le disposizioni testamentarie dovessero essere integrate in un unico atto unitario, che disponesse simultaneamente di tutti i beni; da allora in poi fu possibile frammentare le proprie disposizioni testamentarie in una serie di singoli atti scollegati.

## Consulente satirico di Orazio
Alla cerchia di Mecenate apparteneva Orazio che recalcitra, con tono leggero e confidente, ai pareri legali dell'amico sui rischi insiti nella mestiere di poeta satirico:
La consulenza si sposta allora su un altro terreno:
Il poeta insiste ancora: non che gli manchi la voglia ma i suoi mezzi poetici non li sente all'altezza del compito. Trebazio sembra inchiodarlo alla durezza della norma che non tollera ignoranza, ma poi si arrende agli argomenti del poeta e conclude con un'interpretazione pragmatica:
(Orazio, Satire, Libro II, 1, traduzione di Enzio Cetrangolo)

## Opere
Gli scritti di Trebazio annoverano un De religionibus, in almeno dieci libri e un De iure civili. Delle sue opere, che si conservavano ancora al tempo di Pomponio, non ci è pervenuto direttamente alcun frammento. Sappiamo tuttavia che fu frequentemente citato dai giuristi successivi come desumibile dalle occorrenze nelle Pandette e nelle Institutiones del Corpus iuris civilis giustinianeo.